# Michi no eki

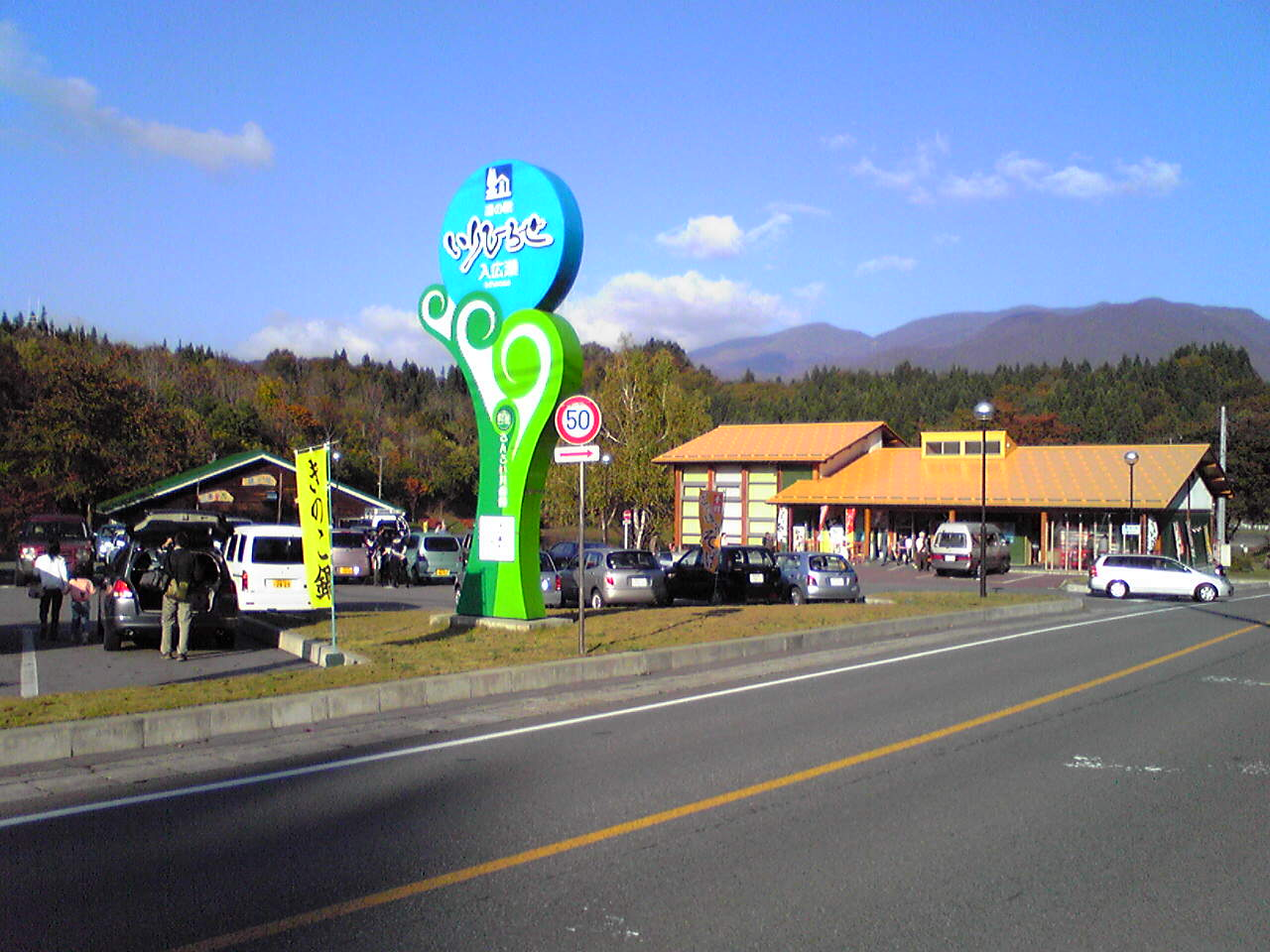
Michi no eki d'Irihirose, préfecture de Niigata.

Un michi no eki (道の駅, litt. « station du chemin ») est un lieu désigné par le gouvernement japonais pour servir d'aire de repos le long des routes du pays. Au 4 avril 2014, il y avait 1 030 michi no eki dans l'ensemble du pays (dont 114 à Hokkaidō).

## Services
Les michi no eki sont ouverts 24 h/24 h et proposent des places de stationnement, un restaurant et un lieu d'information. De plus, divers évènements peuvent y être organisés selon le lieu et la saison. Dans certaines régions, un ashiyu peut parfois s'y trouver.